# Bayuquan
Bayuquan (en chino, 鲅鱼圈; pinyin, Bàyúquān) es un distrito urbano bajo la administración directa de la Prefectura Yingkou  en la Provincia de Liaoning, República Popular China.  Su área es de 272 km² y su población total para 2010 superó los 430 mil habitantes.

## Administración
Desde julio de 2023, el  Distrito Bayuquan  se divide en 6 pueblos que se administran en 3 subdistritos y 3   poblados.

## Toponimia
El topónimo Bayuquan [/Bayu-Chuán/]  está formado por Bayu (鲅鱼) que significa 'sierra nipona' un tipo de atún y Quan (圈) que significa 'arco'. Los pescadores locales comenzaron a pescar aquí desde principios de la dinastía Qing, ya que la costa tiene forma de arco y las aguas son ricas en ese tipo de atún,  la llamaron Bayuquan 'el arco de la sierra nipona' .